# Ochotona himalayana
Espèce
Statut de conservation UICN

 LC  : Préoccupation mineure
Ochotona himalayana est une espèce de la famille des Ochotonidae. Comme tous les pikas, c'est un petit mammifère lagomorphe.

## Distribution
Cette espèce se rencontre de 2 400 à 4 200 m d'altitude au sud du Tibet en Chine.

## Publication originale
- Feng, 1973 : A new species of Ochotona (Ochotonidae Mammalia) from Mount Jolmolungma area. Acta Zoologica Sinica, vol. 19, n. 1, p. 69-75.